# Arimanni
Die Arimanni (mittellateinisch arimannos) waren im frühmittelalterlichen Königreich  der Langobarden in Italien zunächst die freie grundbesitzende Kriegerschicht, die dem König waffen- und gerichtspflichtig waren. In den Quellen (unter anderen in Rechtstexten wie dem Edictum Rothari) wird diese soziale Schicht synonym als exercitales und als liberi homines genannt.
Der Stand wurde unter der karolingischen Folgeherrschaft fortgesetzt, unterlag jedoch zeitlich einer Wandlung und war nie einheitlich, sondern zeigte in der sozialen Entwicklung regionale Unterschiede. Die karolingischen oberitalienischen Staatssiedlungen im 9. und  10. Jahrhundert wurden als Armannien bezeichnet, in denen die Arimannen in der Folge durch Schenkungen an den Klerus unter kirchliche Abgabenpflicht gerieten. Die in den Arimannien gefassten Verbände der Arimannen wurden für die Herausbildung der (ober)italienischen Gemeinden ein bedeutender Faktor.
Im hochmittelalterlichen Italien bezeichnete der Begriff Arimannie eine Abgabe einer Gemeinde oder Stadt – beispielsweise für belasteten Grundbesitz – an den König, wie ihn Friedrich I. Barbarossa auf dem italienischen Reichstag von 1158 forderte (Gesetze von Roncaglia).
Der vulgärlateinisch geprägte Begriff leitet sich vom germanischen *Hari-man „Heermann“ ab für die schlichte unspezifische Bezeichnung eines Kriegers wie althochdeutsch hari- oder heriman und altnordisch hermaðr.